# Chad Kroeger

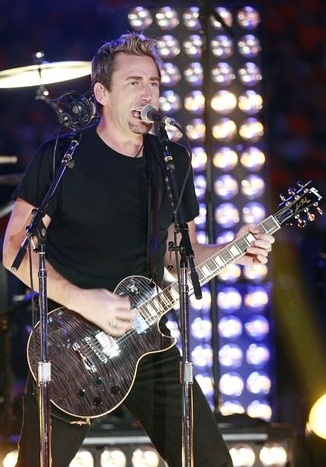
Chad Kroeger

Chad Robert Kroeger (* 15. November 1974 in Hanna, Alberta als Chad Robert Turton) ist ein kanadischer Musiker, der als Sänger und Gitarrist der Rockband Nickelback bekannt wurde.

## Leben

### Frühe Jahre
Chad Kroeger wurde 1974 als Chad Robert Turton geboren, seine Eltern sind Wendall Turton und Debbie Kroeger. Nach eigener Aussage wollte seine Mutter ihm zunächst den Zweitnamen „Burton“ geben, da sie den kanadischen Musiker Burton Cummings (* 1947) bewundert habe; der Vater sei damit jedoch nicht einverstanden gewesen. Als Chad zwei Jahre alt war, verließ der Vater die Familie. Chad entschied sich, den Mädchennamen seiner Mutter (Kroeger) zu tragen. Seine Mutter musste aufgrund einer Medikamentensucht in einer Rehabilitationsklinik behandelt werden. Sein Halbbruder Mike sagte diesbezüglich: „Mein Bruder Chad und ich wuchsen überwiegend bei unseren Großeltern auf. Beide waren Musiker, meine Großmutter spielte Schlagzeug und mein Großvater Bass.“
Kroeger brachte sich das Gitarrespielen im Alter von 13 Jahren selbst bei. Kurz darauf wurde er 1988 im Alter von 14 Jahren für zwei Monate in eine Erziehungsanstalt für Jugendliche  gebracht, da er mehrmals in seine Schule (J. C. Charyk Hanna School) eingebrochen war und kleinere Geldbeträge gestohlen hatte. Davon erzählt er im von ihm geschriebenen Nickelback-Song Photograph, der auf dem Album All the Right Reasons (2005) erschien. Einer seiner Beweggründe für die Diebstähle war, dass er einen Verstärker für seine Gitarre haben wollte. Auf die Frage nach seinem größten Diebstahl antwortete Kroeger: „Ich habe einen kleinen Lastwagen gestohlen und mir drohte eine Gefängnisstrafe. Mein Anwalt plädierte auf Autodiebstahl.“
Zeitlebens dealte er mit Drogen, um seinen Lebensunterhalt zu verdienen. 2019 offenbarte er in einem Interview: „Ohne die Band wäre ich weiter von einem Ärger in den nächsten geschlittert und säße heute wohl im Knast. Das wäre nicht gut ausgegangen. Weil ich immer wieder etwas Idiotisches angestellt hätte. Meine Liebe zur Musik war ein Mittel, da rauszukommen.“

### Karriere

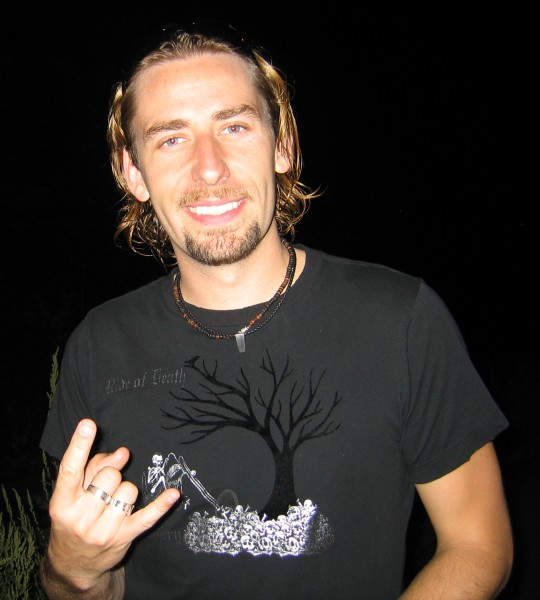
Kroeger nach einem Konzert in Stuttgart (2005)

Nach Abschluss der High School im Jahr 1993 begann er in den frühen 1990er Jahren als Gitarrist einer Coverband auf Tour zu gehen. In der Band waren außerdem sein Halbbruder Mike Kroeger als Bassist und Ryan Peake als Gitarrist. Sie traten mit zahlreichen Liedern der Red Hot Chili Peppers auf. Zu dieser Zeit arbeitete Kroeger u. a. bei Primetime Foods, einem kanadischen Lebensmittelanbieter; er ging von Haustür zu Haustür um Meeresfrüchte zu verkaufen. Nach eigener Aussage konnte er jedoch kaum etwas verkaufen; der Job war dermaßen unlukrativ, dass er sich heimlich selbst an den Lebensmitteln bedienen musste, um nicht zu verhungern.
Nach der Tour löste sich die Band auf und Chad konnte seinen Bruder Mike, deren gemeinsamen Cousin Brandon Kroeger (als Schlagzeuger) und Ryan Peake (als Sänger und Gitarrist) davon überzeugen, in Vancouver ein Tonstudio zu besuchen und ein paar von ihm verfasste Lieder aufzunehmen. 1995 gründete er die Band Nickelback schließlich in seinem Geburtsort Hanna (Alberta). Seit der Gründung wechselten mehrmals die Schlagzeuger der Gruppe; nach Ryan Vikedal spielt seit 2005 Daniel Adair in der Band.
2002 sang Chad Kroeger zusammen mit Josey Scott den Titelsong Hero zur Comicverfilmung Spider-Man. Ebenfalls in diesem Jahr gründete Kroeger zusammen mit dem Anwalt Jonathan Simkin das Musiklabel 604 Records, mit der unter anderem die kanadische Rockband Theory of a Deadman unter Vertrag nahm. Außerdem unterstützt der Nickelback-Frontmann Bands wie Default und Daughtry. Er gibt Tipps, verkauft und wirbt für Platten von ihnen und schreibt Songtexte.
Der Titel Why Don't You & I (feat. Carlos Santana) wurde für dessen Album Shaman aufgenommen. Wegen Bedenken seitens Kroegers Plattenfirma in Bezug auf den Absatz des gleichzeitig erscheinenden Nickelback-Albums The Long Road wurde der Titel für die Single nochmals aufgenommen, diesmal mit Alex Band von The Calling als Sänger.

### Privates
Er war von Dezember 2002 bis August 2009 mit Marianne Goriuk liiert, die er auf einem Konzert in Edmonton kennengelernt hatte. Sie war Besitzerin eines Frisörsalons und erhält wegen der Common-law marriage mit Kroeger monatlich 25.000 Dollar Unterhalt. Bis Frühjahr 2012 war er mit Kristen DeWitt aus Salem, Ohio, liiert, bis er sich der Rocksängerin Avril Lavigne zuwandte. Nachdem sich die beiden am 8. August 2012 verlobt hatten, fand die Hochzeit am 1. Juli 2013 statt, dem kanadischen Nationalfeiertag. Im September 2015 gab Lavigne die Trennung bekannt.
Im Sommer 2015 musste eine Nickelback-Tour durch Nordamerika abgebrochen werden, da Kroeger an einer Zyste am Kehlkopf litt, die operiert werden musste.
Kroeger besitzt ein Haus in Langley im Großraum Vancouver. Davor besaß Kroeger ein Haus in Abbotsford, welches 2017 verkauft wurde.
Obwohl Kroeger in einer christlich geprägten Familie aufwuchs und auf Drängen seiner Großmutter im Alter von neun Jahren getauft wurde, bezeichnet er sich heute „nicht unbedingt als religiös“, sondern „eher spirituell“.

## Instrumente
Kroeger spielte früher auf E-Gitarren der Marke PRS (vorwiegend PRS Singlecuts) sowie akustischen Gitarren von Yamaha und Gibson. Seit Mitte 2010 spielt er eine für ihn angefertigte Gibson-Gitarre, die "Blackwater" Les Paul.

## Auszeichnungen
- Er wurde vom britischen Magazin Q in einem Ranking der einflussreichsten Musiker auf Platz 17 gesetzt.

## Trivia
Die Kölner Band The Screenshots veröffentlichte 2023 ein Lied mit dem Titel Rockstar wie Chad Kroeger.

## Diskografie

### Singles
| Jahr | Titel Album                       | Höchstplatzierung, Gesamtwochen, AuszeichnungChartplatzierungen (Jahr, Titel, Album, Platzierungen, Wochen, Auszeichnungen, Anmerkungen) | Höchstplatzierung, Gesamtwochen, AuszeichnungChartplatzierungen (Jahr, Titel, Album, Platzierungen, Wochen, Auszeichnungen, Anmerkungen) | Höchstplatzierung, Gesamtwochen, AuszeichnungChartplatzierungen (Jahr, Titel, Album, Platzierungen, Wochen, Auszeichnungen, Anmerkungen) | Höchstplatzierung, Gesamtwochen, AuszeichnungChartplatzierungen (Jahr, Titel, Album, Platzierungen, Wochen, Auszeichnungen, Anmerkungen) | Höchstplatzierung, Gesamtwochen, AuszeichnungChartplatzierungen (Jahr, Titel, Album, Platzierungen, Wochen, Auszeichnungen, Anmerkungen) | Höchstplatzierung, Gesamtwochen, AuszeichnungChartplatzierungen (Jahr, Titel, Album, Platzierungen, Wochen, Auszeichnungen, Anmerkungen) | Anmerkungen                                                                         |
| Jahr | Titel Album                       | DE | AT | CH | UK | US | CA | Anmerkungen                                                                         |
| ---- | --------------------------------- | --- | --- | --- | --- | --- | --- | ----------------------------------------------------------------------------------- |
| 2002 | Hero Spider-Man (Soundtrack)      | DE8 (16 Wo.)DE | AT8 (21 Wo.)AT | CH14 (24 Wo.)CH | UK4 Gold · (18 Wo.)UK | US3 (22 Wo.)US | CA1 (32 Wo.)CA | Erstveröffentlichung: März 2002 feat. Josey Scott                                   |
| 2007 | Into the Night Ultimate Santana   | DE19 (13 Wo.)DE | AT24 (11 Wo.)AT | CH49 (8 Wo.)CH | — | US26 Platin · (21 Wo.)US | CA2 (31 Wo.)CA | Erstveröffentlichung: 2. Oktober 2007 Carlos Santana feat. Chad Kroeger             |
| 2010 | Porn Star Dancing My Darkest Days | — | — | — | — | US90 Gold (Videosingle) + Gold · (7 Wo.)US                                                                                               | CA40 ×3Dreifachplatin · (23 Wo.)CA | Erstveröffentlichung: 21. Juni 2010 My Darkest Days feat. Chad Kroeger & Zakk Wylde |
| 2013 | Let Me Go Avril Lavigne           | DE63 (15 Wo.)DE | AT32 (18 Wo.)AT | CH63 (1 Wo.)CH | UK66 (1 Wo.)UK | US78 (2 Wo.)US | CA12 Gold · (20 Wo.)CA | Erstveröffentlichung: 15. Oktober 2013 Avril Lavigne feat. Chad Kroeger             |

### Weitere Singles
- 2021: Middle of Nowhere (Big Wreck feat. Chad Kroeger)
- 2021: Lady Mine (Josh Ramsay feat. Chad Kroeger)